# Мищенский
Ми́щенский — хутор в Кочубеевском районе (муниципальном округе) Ставропольского края России.

## География
Расстояние до краевого центра: 57 км.
Расстояние до районного центра: 19 км.

## История
Дата основания: 70-е годы XIX века.
На 1 марта 1966 года входил в состав Казьминского сельсовета (с центром в селе Казьминском):6.
До 11 января 1995 года хутор входил в Вревский сельсовет. 11 января 1995 года Главы администрации Ставропольского края постановил «Образовать в Кочубеевском районе Мищенский сельсовет с центром в хуторе Мищенский, включив в его состав выделенные из Вревского сельсовета этого же района село Цветное, хутор Мищенский и хутор Степной».
До 16 марта 2020 года хутор был административным центром упразднённого Мищенского сельсовета.

## Население
| 1989 | 2002  | 2010  | 2014  | 2021  |
| ---- | ----- | ----- | ----- | ----- |
| 1025 | ↗1130 | ↘1039 | ↘1000 | ↗1016 |

По данным переписи 2002 года в национальной структуре населения преобладают русские (88 %).

## Инфраструктура
- Культурно-досуговый центр
- Фельдшерско-акушерский пункт[11]

## Образование
- Детский сад № 30 «Чебурашка». Открыт 1 июня 1968 года[12].
- Филиал средней школы № 16 села Казьминского[13]

## Экономика
СПК-колхоз «Полярная Звезда». Основан 21 января 1921 года как коммуна «Полярная звезда»

## Люди, связанные с хутором
- Гасан Николай Прокофьевич (1920) — участник Великой Отечественной войны 1941—1945 гг, бывший председатель колхоза «Полярная звезда», награждён орденами: Октябрьской Революции, «Славы» III степени, Отечественной войны II степени, Трудового Красного Знамени, двумя орденами «Знак Почёта»[15]

## Памятники
- Памятник советским воинам, погибшим в годы Великой Отечественной войны 1941—1945 гг. 1980 год[16]

## Кладбище
- Общественное открытое кладбище площадью 6090 м²[17].